# Dichagyris beluchus
Dichagyris beluchus är en fjärilsart som beskrevs av Brandt 1941. Dichagyris beluchus ingår i släktet Dichagyris och familjen nattflyn. Inga underarter finns listade i Catalogue of Life.